# Enrique Murciano
Enrique Ricardo Murciano Jr. (ur. 9 lipca 1973 w Miami) – amerykański aktor pochodzenia kubańskiego. Popularność zdobył dzięki roli agenta Danny’ego Taylora w serialu Bez śladu (Without a Trace, 2002–2009), wyprodukowanym przez telewizję CBS (w polskiej wersji językowej serial emitowany był przez telewizję TVN).

## Życiorys

### Wczesne lata
Urodził się i dorastał w Miami na Florydzie jako syn Christiny i Enrique Murciano Seniora. Jego matka pracowała w radiu, a ojciec był muzykiem. Jego rodzice rozwiedli się, gdy miał 10 lat, po czym wychowywała go matka. Uczęszczał do prywatnej szkoły katolickiej Christopher Columbus High School im. Marcelina Champagnata w hrabstwie Miami-Dade. W 1995 ukończył Tulane University w Nowym Orleanie. Na studiach rozważał karierę polityczną. Studiował prawo w New England School of Law w Bostonie, ale po jakimś czasie zrezygnował, aby rozpocząć karierę aktorską. Wkrótce przeniósł się do Los Angeles.

### Kariera
Na swoim pierwszym przesłuchaniu w 1997 dostał rolę Alejandro w dreszczowcu sensacyjnym Jana de Bonta Speed 2: Wyścig z czasem (Speed 2: Cruise Control) z udziałem Sandry Bullock, Jasona Patrica i Willema Dafoe. Dwa lata później trafił na mały ekran w dwóch produkcjach NBC - sitcomie A teraz Susan (Suddenly Susan, 1999) z Brooke Shields i serialu sensacyjnym Kameleon (The Pretender, 1999) z Michaelem T. Weissem. W dramacie kryminalnym Traffic (2000) wystąpił w roli agenta DEA Ricky’ego w kilku kluczowych scenach z Luisem Guzmánem i Donem Cheadle. Na planie dramatu wojennego Ridleya Scotta Helikopter w ogniu (2001) u boku Josha Hartnetta i Ewana McGregora poznał Jerry’ego Bruckheimera, który później zaproponował mu współpracę przy serialu CBS Bez śladu (Without a Trace, 2002–2009) u boku Anthony’ego LaPaglii i Poppy Montgomery.
Na krótko pojawił się jako Francisco Torres w serialu Spyder Games (2001) wyprodukowanym przez MTV. Na swoim koncie ma udział w komedii sensacyjnej Miss Agent 2: Uzbrojona i urocza (2005) z Sandrą Bullock i komedii romantycznej How to Go Out On a Date In Queens (2006) z Robem Estesem. W dramacie Andy’ego Garcíi Hawana – miasto utracone (2005) zagrał tam jednego z trzech braci Fellove, których życie zmieniło się wskutek działań rewolucyjnych na Kubie prowadzonych przez Fidela Castro. 

## Życie prywatne
W latach 2002−2003 spotykał się z Molly Sims. Od sierpnia 2008 do lutego 2011 związany był z modelką Lily Cole.

## Filmografia

### Filmy
- Speed 2: Wyścig z czasem (Speed 2: Cruise Control, 1997) jako Alejandro
- Traffic (2000) jako agent Drug Enforcement Administration
- Helikopter w ogniu (Black Hawk Down, 2001) jako sierżant Lorenzo Ruiz
- Case 42 (2002) jako Lazlo
- Cafe and Tobacco (2003) jako Tico
- Miss Agent 2: Uzbrojona i urocza (Miss Congeniality 2: Armed and Fabulous, 2005) jako Jeff Foreman
- Hawana – miasto utracone (The Lost City, 2005) jako Ricardo Fellove
- Máncora (2008) jako Iñigo
- How to Go Out on a Date in Queens (2009) jako Junior
- Ewolucja planety małp (2014) jako Kemp
- Ukryte piękno (2016) jako Stan

### Seriale TV
- A teraz Susan (Suddenly Susan, 1999) jako Enrique
- Kameleon (The Pretender, 1999) jako Tony
- Spyder Games (2001) jako Francisco Torres
- Star Trek: Enterprise (Enterprise, 2002) jako Tolaris
- Bez śladu (Without a Trace, 2002–2009) jako Danny Taylor
- CSI: Kryminalne zagadki Las Vegas (2009, 2012) jako detektyw Carlos Moreno
- Agenci NCIS (2011–2012) jako agent CIA Ray Cruz
- Power (2014–2016) jako Felipe Lobos
- Bloodline (2015–2017) jako Marco Diaz
- Hap i Leonard (2016–2017) jako Raoul
- Czarna lista (2017) jako agent specjalny Julian Gale